# 小行星1473
小行星1473（1473 Ounas）是一颗围绕太阳公转的小行星。1938年10月22日，爾約·維薩拉在图尔库发现了此天体。
該小行星以芬蘭的奧納斯河命名。
这颗小行星的绝对星等为129.28038等。